# Ceduc UCN
La Fundación Centro de Formación Técnica Ceduc UCN (Centro de Educación y Capacitación de la Universidad Católica del Norte), es una institución superior técnica profesional chilena, creada en 1998, organizada como Centro de Formación Técnica y constituida como una fundación, institutora eclesial, autónoma y filial de la Universidad Católica del Norte.
Su casa central está domiciliada en la Región de Coquimbo: Coquimbo (Elqui). Además, cuenta con 5 campus emplazados en 4 regiones; la Región de Antofagasta: Antofagasta (Antofagasta), ⁣Región de Coquimbo: Choapa (Choapa) Región del Biobío: Hualpén (Concepción), Lebu (Arauco), Región de Los Lagos: Chiloé (Chiloé).
La institución está acreditada por la Comisión Nacional de Acreditación por 5 años, en las áreas de Gestión Institucional y Docencia de Pregrado (2021-2026).
Suscribe al Sistema de Acceso a la educación superior chilena (Vía de admisión descentralizada - sumativa o directa) e integra el Consejo de Rectores (Vertebral), y el Consejo de Rectores de Instituciones Técnicas Profesionales del CRUCH, instituye la Red Institutense Universitaria de la Conferencia Episcopal de Chile.
Su Director Ejecutivo es Carlos Sainz López.

## Historia
Ceduc UCN fue constituido como una fundación en 1998, obteniendo personalidad jurídica al año siguiente. Fue reconocido oficialmente como centro de formación técnica por el Ministerio de Educación, en 1999, en virtud de las normas contenidas en la Ley Nº 18.962, Orgánica Constitucional de Enseñanza, a través del decreto exento Nº 105, de 12 de abril de 1999, e inscrito en el registro correspondiente con el Nº 260, iniciando sus actividades el mismo año, en el antiguo campus Miraflores de la Universidad Católica del Norte, en Coquimbo, Región de Coquimbo.
La Fundación Centro de Formación Técnica Ceduc UCN, es administrada por la Fundación Centro de Educación y Capacitación Universidad Católica del Norte.
El Ministerio de Educación declaró autónomo al Centro de Formación Técnica Ceduc UCN en 2005, mediante el decreto exento Nº 1, de 3 de enero de 2005.
Ceduc UCN tiene su sistema de aseguramiento de la calidad vigente desde el 2005 basado en la norma ISO 9001. Ceduc UCN además funciona como OTEC (Organismo técnico de capacitación) según Resolución Sence Número 2676/99, para lo cual mantiene vigente su certificación NCH2728.

## Autoridades Institucionales

### Autoridades de Nivel Corporativo
- Director Ejecutivo: Carlos Sainz López
- Directora Académica: Maritzaida Rojas
- Director de Administración y Finanzas: Arturo Neira
- Director de Calidad y Análisis Institucional: José Luis Moreira
- Director de Innovación y Vinculación con el Medio: Boris Devoto

### Direcciones de Sede
- Directora Sede Antofagasta: Claudia Román
- Director Sede Coquimbo: Benjamín Ramos
- Directora Sede Choapa: Huda Rivas
- Director Sede Hualpén: Miguel Martínez
- Directora Sede Lebu: Iris Gutierrez

## Sedes
- Antofagasta[6]
- Coquimbo[7]
- Lebu[8]
- Hualpén[9]
- Choapa[10]
- Chiloé[11]

## Vinculaciones
- Universidad Católica del Norte (UCN)
- Archidiócesis de Antofagasta
- Conferencia Episcopal de Chile
- Nunciatura Apostólica en Chile, Santa Sede.